# Grzechy dzieciństwa (film)
Grzechy dzieciństwa – polski film psychologiczny z 1980 roku, będący ekranizacją noweli Bolesława Prusa o tym samym tytule.

## Treść
Akcja filmu toczy się pod koniec XIX wieku, a jego głównymi bohaterami są dzieci. Główny bohater Kazio zaprzyjaźnia się z dzieckiem z chłopskiej rodziny. Jakiś czas później zakochuje się w młodej hrabiance Loni, a miłość ta skłania go do odrzucenia przyjaciela.

## Obsada
- Krzysztof Grzybowski – Kazio
- Agnieszka Walczak – Zosia
- Renata Bednarczyk – Lonia
- Waldemar Bujak – Walek
- Bohdan Ejmont – rządca Leśniewski, ojciec Kazia
- Iwona Bielska – hrabina
- Ryszard Pietruski – ojciec Józia
- Piotr Nowak – Józio, przyjaciel Kazia
- Marek Kondrat – Kazio po latach (tylko głos, nie występuje na ekranie)
- Jacek Strzemżalski – parobek